# Cmentarz rzymskokatolicki w Hucie Krzeszowskiej
Cmentarz rzymskokatolicki w Hucie Krzeszowskiej – zabytkowy cmentarz parafialny, znajduje się w gminie Harasiuki, powiat niżańskim, usytuowany jest poza miejscowością, na brzegu lasu, przy skrzyżowaniu dróg z Huty Nowej i Huty Krzeszowskiej do Banachów. Zarządcą cmentarza jest Parafia Podwyższenia Krzyża Świętego w Hucie Krzeszowskiej. Znajduje się w sąsiedztwie cmentarza z II wojny światowej.
Cmentarz ma kształt nieregularnego wieloboku zbliżonego kształtem do trapezu otoczony metalowym ogrodzeniem. Brak jest regularnych założeń alejek. W centralnej części znajduje się grupa grobów z nagrobkami kamiennymi z końca XIX i początku XX wieku, mogiła powstańców z 1863 roku, żołnierzy z I wojny światowej oraz partyzantów z II wojny światowej. 
Na cmentarzu znajdują się trzy tablice upamiętniające pawstańców styczniowych, o treści:
- „Powstańcy oddziału płka Leona Czechowskiego, polegli w walce 20 marca 1863 roku pod Potokiem Górnym i 21 marca 1863 roku w Lesie Ciosmańskim. – Nazwiska poległych”
- „Umarłych wieczność dotąd trwa / Dokąd pamięcią im się płaci” – Wisława Szymborska – „Mogiła 17 powstańców z oddziału płka. Leona Czechowskiego poległych 21 III 1863 r. w bitwie w Lesie Ciosmańskim i 4 powstańców z oddziału płk. Karola Krysińskiego poległych 30 XI 1863r potyczce pod Momotami.”
- „Śmiertelnie ranni powstańcy z oddziału płka. Leona Czechowskiego – Nazwiska śmiertelnie rannych powstańców.”